# Mihai Dragolea
Mihai Dragolea (n. 13 februarie 1955, Petroșani, Hunedoara, România – d. 6 iunie 2016, Petroșani, Hunedoara, România) a fost un prozator, eseist și critic literar român. 

## Biografie
Mihai Dragolea s-a născut în 1955 în Petroșani, fiu al juristului Ioan Dragolea și al economistei Floarea (n. Cismaru). S-a stabilit în Cluj-Napoca în anii studenției, începând să scrie articole de critică și eseistică în revista locală a studenților Echinox, în care a debutat în 1976. În 1980, a absolvit Facultatea de Filologie din cadrul Universității Babeș-Bolyai.
După anul 1990, a devenit redactor la secția de emisiuni culturale a TVR Cluj și, timp de câțiva ani, a predat la secția de jurnalism a Universității Babeș-Bolyai. În 1998, Dragolea a obținut doctoratul în filologie cu teza Literatura fragmentară, publicată în același an cu titlul Arhiva de goluri și plinuri; tot spre finalul deceniului a renunțat la scrierea textelor critice și a început publicarea de volume în proză.
A murit în orașul natal, Petroșani, în care se retrăsese în urmă cu câțiva ani ca șomer.